# Claude Dominique Côme Fabre
Pour les articles homonymes, voir Fabre.
Claude Dominique Côme Fabre dit Fabre de l'Hérault, est un homme politique français né le 11 août 1762 à Montpellier (Hérault) et mort le 9 janvier 1794 près  de Port-Vendres (Pyrénées-Orientales). 

## Biographie

### Carrière avant la Convention
Fabre est avocat à Montpellier avant la Révolution française. Participant aux premiers évènements révolutionnaires, il est élu président de l'administration du district de Montpellier.

### Un député montagnard
Fabre est élu député du département de l'Hérault, le huitième sur neuf par 240 voix sur 472 votants, en septembre 1792 à la Convention nationale. On l'y surnomme Fabre de l'Hérault pour le différencier de ses collègues homonymes Fabre d'Eglantine et Fabre des Pyrénées-Orientales. 
Fabre siège sur les bancs de la Montagne. Il vote la mort sans conditions au procès de Louis XVI, contre la mise en accusation de Marat mais est absent au rétablissement de la Commission des Douze, étant alors en mission auprès de l'armée des Pyrénées-Orientales. 
Il ne se mêle toutefois pas de politique générale et se spécialise dans les questions de subsistance. Il fait ainsi décréter le 18 octobre 1792 l'approvisionnement des départements de l'Hérault et du Gard et l'envoi de commissaires en Seine-et-Oise, dans la Somme et dans l'Aisne. Le 3 novembre, il dépose un projet de loi sur l'organisation de l'approvisionnement sur le territoire de la République. 

### Mission auprès de l'armée des Pyrénées orientales
À l'automne 1793, il est envoyé en mission dans les Pyrénées-Orientales en pleine Guerre du Roussillon. Il s'empare au cours de cette mission de grands pouvoirs, se mêlant de la stratégie militaire des généraux. Il n'hésite pas à participer aux combats et est même blessé avec son collègue Cassanyes. En septembre il nomme le général Dagobert commandant de l'armée des Pyrénées orientales. Mais celui-ci est vaincu à la Bataille de Trouillas par les Espagnols du général Antonio Ricardos. 
Dagobert rappelé à Paris, le commandement des troupes passe à d'Aoust qui reprend plusieurs places aux Espagnols. Fabre de l'Hérault prépare alors une invasion de la Catalogne, ce qui semble avoir désorganisé l'armée. Lorsque Turreau en prend la tête le 12 octobre 1793, il la trouve en plein dénuement et n'obtient qu'un échec cuisant devant Céret. 
D'Aoust reprend alors le commandement avant de laisser la place à Doppet. Celui-ci lance le 20 décembre une grande attaque sur toutes les places maritimes du côté de la Catalogne. Fabre de l'Hérault, qui participe au combat, ne peut empêcher la déroute des troupes françaises. Après avoir bravement combattu, il tente désespérément de défendre une batterie avant de tomber sous les coups espagnols.
Premier représentant à mourir sur le champ de bataille, Fabre se voit décerner sur proposition de Robespierre "les honneurs du Panthéon."
En l'an V le Directoire accorde une pension à sa veuve.